# Hermannia micrantha
Hermannia micrantha är en malvaväxtart som beskrevs av Robert Stephen Adamson. Hermannia micrantha ingår i släktet Hermannia och familjen malvaväxter. Inga underarter finns listade i Catalogue of Life.